# Как научиться оптимизму. Измените взгляд на мир и свою жизнь
«Как научиться оптимизму. Изменить взгляд на мир и свою жизнь» — книга американского психолога, директора Центра позитивной психологии Пенсильвании Мартина Селигмана, изданная впервые в 1990 году. В 2013 году выпущена на русском языке. Селигман утверждает, что пессимиста можно научить быть оптимистом путём сознательного обретения новых навыков.

## Содержание

### Глава 1. Два отношения к жизни
Нейтральная земля
Условно люди делятся на оптимистов и пессимистов. Изучением двух типов людей Селигман занимался в течение 25 лет. Исследования показали, что пессимистов в обществе достаточно много.
По убеждению Селигмана, в основе пессимизма лежит беспомощность. Беспомощность — состояние, при котором любые ваши действия не способны повлиять на происходящее. Человек начинает жизнь ребенком в состоянии полной беспомощности, в течение жизни степень беспомощности снижается, самоконтроль возрастает.
Пессимисты часто бывают убеждены, что они сами несут ответственность за своё невезение. Это делает их уязвимыми для депрессии, создает угрозу для творческого потенциала и даже физического здоровья.
Селигман утверждает, что человек может выбрать стратегию мышления.
В конце 1960-х годов основные психологические теории сместили фокус с изучения влияния окружающей среды в сторону индивидуальных ожиданий, предпочтений, выбора, решения, контроля и беспомощности.
Депрессия
Век становления личности оказался веком депрессии. Количество случаев данного расстройства в обществе растет, женщины становятся жертвами депрессии в два раза чаще, чем мужчины.
Селигман отрицал фрейдовский подход к депрессии, считал ошибочным поиск связи депрессии с событиями далёкого детства. По его мнению, расстройство в 90 % носит эпизодический характер (от 3 до 12 месяцев). Он считает более убедительным биомедицинский подход, который позволяет лечить депрессию медикаментозно и другими медицинскими методами. Однако это зачастую приводит к определенной зависимости от лекарственных препаратов.
Селигман формулирует ряд вопросов, касающихся сути депрессии как формы беспомощности. Отсюда вытекает главный вопрос: что, если мы можем отучиться от пессимизма и овладеть навыками оптимистического отношения к неудачам?
Достижения
Учёный считает использование тестов для определения степени таланта ошибочным. Интенсивная подготовка позволяет получить более высокие баллы, но не развивает способности и таланты. И ставит два вопроса:
Что, если такой фактор как оптимизм/пессимизм имеет не меньшее значение для достижения успеха, чем талант или желание?
Что, если оптимизм — это навык, которому можно обучаться и который можно постоянно совершенствовать?
Здоровье
Образ мышления — важный фактор, влияющий на здоровье. Наша иммунная система может функционировать лучше, если мы относимся к жизни с оптимизмом. Способность изменять деструктивные мысли, возникающие в сознании при столкновении с проблемами, — искусство оптимизма. С ним связана теория личного контроля Селигмана. Она включает в себя теорию выученной беспомощности и представление о стиле объяснений (пессимист/оптимист).

### Глава 2. Как мы научаемся быть беспомощными
Автор рассказывает историю своей семьи (болезнь матери, отца). В больнице мальчик увидел страдания отца, вызванные беспомощностью. Еще недавно успешный, уверенный в себе человек превратился в беспомощного и безвольного. 

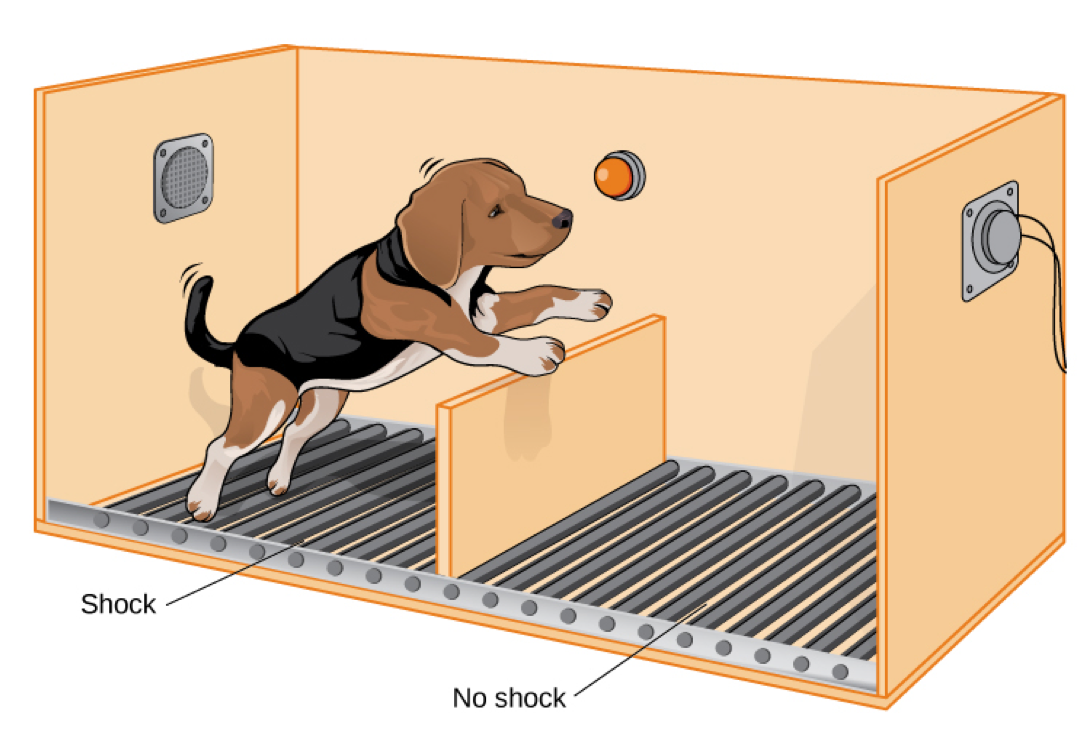
Собаки в лаборатории для изучения выученной беспомощности

Спустя много лет Селигман увидел ту же картину в лаборатории Принстонского университета, где ставили опыты над собаками. Одна из групп демонстрировала полное безразличие к периодически повторявшимся неприятным электрическим разрядам, не пытаясь избежать дискомфорта. Селигман назвал это явление выученной беспомощностью.
С большим трудом экспериментаторам удалось научить этих собак преодолению выученной беспомощности.
Селигман считает беспомощность состоянием, возникающим в ситуации, когда человек не может изменить внешние ситуации, предотвратить их или видоизменить. Ученый пришёл к выводу, что выученная беспомощность возникает тогда, когда ребенок вообще не получает никакого отклика на свои действия (равнодушие родителей), либо получает однообразно негативную (ожидание наказания) или однообразно позитивную (чрезмерная опека) обратную связь.

Борьба и капитуляция
Японский психолог Хирото заинтересовался данным опытом и решил провести эксперимент с участием людей. Он оказывал на три группы людей неприятное звуковое воздействие, при этом у испытуемых при желании была возможность прервать неприятное воздействие звука.
Каждый третий участник отказался усваивать модель беспомощного поведения и продолжал бороться.
Каждый десятый с самого начала демонстрировал беспомощность, несмотря даже на отсутствие неприятного воздействия.

### Глава 3

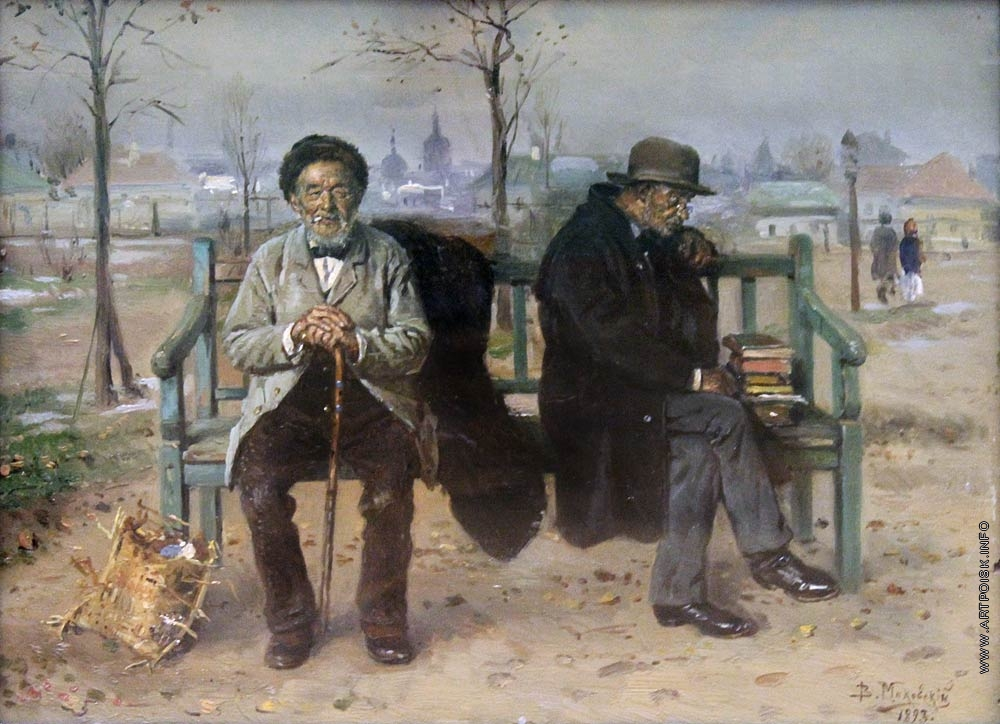
Оптимист и пессимист

Рассказ о лекции Селигмана в Оксфордском университете и разгромной критике Джона Тисдейла.
Автор предлагает пройти тест с целью определения: пессимист вы или оптимист.
Почему одни люди добиваются успеха, а другие — нет?
Критика Тисдейла заставила Селигмана выработать особый подход к терапии беспомощности и депрессии. В 1978 году учёный в соавторстве с Лин Джон опубликовал статью о теории беспомощности, в которой раскрыл связь феноменов «беспомощности» и «стиль объяснения» (как пессимиста, так и оптимиста).
Те, кто не сдаются
Привычный способ объяснения негативных событий — это привычный образ мышления.
Три ключевых параметра стиля объяснения: устойчивость («всегда», «иногда» и т.д.), генерализация («беда охватила все стороны жизни», «всё плохо»), персонализация («я виноват», «виноват (кто-то)»).
Селигман интерпретирует данные пройденного читателем теста («Вы оптимист или пессимист»).
Замечание об ответственности
Люди в состоянии депрессии часто берут на себя гораздо больше ответственности за негативные события, чем следует (внутренняя ориентация). Необходимо учиться переключаться с внутренней ориентации на внешнюю.
Как научиться повышать свой повседневный уровень оптимизма описывается автором в 12-й главе.

### Глава 4. Крайний пессимизм
Депрессия, по мнению Селигмана, — это развившаяся форма пессимизма. Он выделяет три вида депрессии: обычная (примерно 25 % людей), монополярная, биполярная и три поведенческих симптома, характерных для депрессии: пассивность, нерешительность и суицидальные импульсы.
Депрессивные люди не способны начать что-то делать, кроме самых привычных дел, не могут сделать выбор в пользу той или иной альтернативы (самый простой вопрос может завести их в тупик).
Тест, предлагаемый Селигманом на наличие у человека 4 симптомов депрессии. Данные исследований в США среди представителей различных возрастных групп показали, что «депрессия молодеет».
После 20-летней работы Селигманом была построена модель «выученной беспомощности». Выученная беспомощность, вызванная в лабораторных условиях, оказалась почти идентичной депрессии.
Свою теорию выученной беспомощности Селигман сформулировал в 1967 году, в последующие десятилетия биологический механизм ее работы был хорошо изучен. (см. Выученная беспомощность). Изучая поведение у пациентов с депрессией, он решил, что клиническая депрессия связана именно с неумением человека что-либо предпринимать для улучшения своего состояния.
В последующие годы (ранее критически относившийся к теории Фрейда) Селигман пересмотрел свою теорию, сделав вывод о том, что причинно-следственная связь обратная: прошлые события способствуют не потере, а обретению человеком ощущения контроля над событиями, которого у животных нет из-за долговременной угнетающей стимуляции в мозгу.

## Об авторе
Мартин Селигман родился в 1942 году в Олбани, в США. Изучал философию в Принстонском университете, затем и психологию в Пенсильванском университете.
В 1978 году был избран Президентом Американской психологической ассоциации. Первые психологические эксперименты начал проводить в 1967 году в Пенсильванском университете. Сформулировал термин «синдром выученной усталости», открыл способность человека влиять на свое мышление и через него — на свое поведение («феномен сознательного оптимизма»).
Автор многих научных и научно-популярных книг и более 200 научных статей по психологии.

## Отзывы
Владимир Георгиевич Ромек, кандидат психологических наук, доцент Южно-Российкого гуманитарного института Ростовского государственного университета, с 2017 года Донского государственного технического университета: «В той или иной степени чувство беспомощности (как и ощущение неуверенности) знакомо каждому, и поэтому многие рассуждения Селигмана находят горький отклик в душе. Теория оптимизма Селигмана дает нам надежду на возможность перемен в самом себе и нашей стране. По крайней мере, указывает путь к этим переменам».
Дмитрий Алексеевич Леонтьев, профессор факультета психологии Московского государственного университета имени М. В. Ломоносова, заведующий научно-учебной лабораторией позитивной психологии и качества жизни НИУ ВШЭ, доктор психологических наук: «Главное — выявить и укрепить эти внутренние силы и помочь детям найти такую нишу, в которой они могут в максимальной степени усилить и проявить эти свои позитивные черты. Именно в этом М. Селигман усмотрел перспективу новой психологии».
Несмотря на признание в научном мире, слышатся голоса критиков т. н. «токсичного оптимизма» — чрезмерного оптимизма. По мнению части общества, позитивная психология способствует формированию FONO (fear of a negative outlook) — страх перед негативным мироощущением. Человек с таким мышлением чаще всего отвечает на тревоги или печали бескомпромиссным оптимизмом. FONO способствует иллюзорной вере в себя. На этом фоне с 2001 года во всем мире количество коучей увеличилось на 790 %. Простые люди, ищущие способов утешения, становятся мишенями для продавцов эмоций.